# Мрамор (Ниш)
Мрамор је насељено место у градској општини Палилула на подручју града Ниша у Нишавском округу. Налази се на левој обали Јужне Мораве, на око 9,5 км западно од центра Ниша. Према попису из 2022. било је 531 становника (према попису из 1991. било је 683 становника). Ово насеље је са насељима Крушце и Мраморски Поток до 31.12.1992 било у саставу општине Мерошина, 1.1. 1993. године улази у састав Града Ниша, да би од 2004. године постало део градске општине Палилула.

## Историја
Мрамор је старо, још у средњем веку формирано село. Турски попис 1444/1446. године га затиче као спахилук (тимар) кадије из Ниша, са 17 домова који се „простиру до прелаза“ и с дажбинама у износу 1.555 акчи. Прелаз на Јужној Морави код Мрамора помиње се и 1498. године, с напоменом да се ту убире приход од скеларине.
Наступајуће деценије и векови не дају много података о Мрамору, али је познато да се у другој половини 19. века, уз подршку Турака, вероватно с циљем контроле мраморског моста, на северном крају потеса Гудуре заселило черкеско село звано Чифлик. Односе Мраморчана и Черкеза оптерећивале су размирице, јер су Черкези били прави разбојници. За време бојева око Ниша 1877. године Турци су на висовима изнад Мрамора узалудно покушавали да зауставе продор српске војске у саставу Ибарске дивизије на овом правцу. Мрамор је ослобођен 6/18. децембра 1877. године у 9,30 часова. С повлачењем Турака отишли су из Мрамора и Черкези, а у потесу Гудуре остало је запуштених њихових 50 кућа. Крајем 19. века (1895) Мрамор је село са 47 домаћинстава и 292 становника, а године 1930. у њему је живело 65 домаћинстава и 565 становника.
У атару села су се током турског времена и после ослобођења одиграла велика сукцесивна клижења земљишта на обалском одсеку према Јужној Морави. Тим путем је настао карактеристичан изломљен терен на потесу Гудура. Клижења су се одигравала и у сектору данашњег мраморског насеља и на правцу према Крушцу. Већа клижења забележена су 1911. године, а најновија, на сектору самих насеља Мрамора и Крушца, после Другог светског рата.
По ослобођењу од Турака Мрамор је у читавом низу деценија егзистирао као мање село на обали Јужне Мораве уз Мраморски мост, па је тако и добио четвороразредну основну школу тек 1932/33. године (први учитељ био је Р. Перуновић). Тек после Другог светског рата у њему су се и бројчано и структурално одиграле значајне промене. Најпре су у њему, још пре рата, зачела пијаца која је током рата нагло ојачала, а затим се као сточна пијаца (четвртком) одржала до данас. Мраморски (дрвени) је од 1877. године рушен у свим ратовима, последњи пут се сам срушио 1979. године после чега је, 1980. године, изграђен данашњи бетонски.
Осим бојева децембра 1877. године, око Мраморског моста су се водиле оштре борбе и 1941. односно 1944. године. У складу са поставкама Генералног урбанистичког плана Ниша измештена је из града и 1972/74. године изграђена на десној обали Јужне Мораве фабрика гумених производа „Вулкан“. Истовремено, спонтаном иницијативом знатног броја грађана Ниша, подручје Мраморског брда и Гудура привукло је викенд пажњу. Први је купио парцелу и изградио пољску кућу изнад батушиначког пута 1966/67. године М. Јовановић, пензионисани службеник из Ниша. Одмах за њим, 1969. године, испод батушиначког пута, купили су парцеле и започели градњу Ј. Ћирић, професор и М. Здравковић, службеник, обојица из Ниша. За овим протагонистима, у наредним годинама наступила је експанзија откупа парцела и грађење пољских кућа (викендица), тако да је изграђених и недовршених викенд кућа у 1983. години било укупно 214 (изграђених 120, недовршених 94). Међу овима 15 кућа је било стално засељених. У међувремену изграђена су у овој зони и три радна објекта: складиште „Крајина вино“ и складиште грађевинског материјала „Нови дом“ и „Бисерница“. На сеоској утрини (бившем пијачном простору) направљено је фудбалско игралиште, а дуж главне улице засађен дрворед. Сточна пијаца је дислоцирана у погодније просторе у низводном делу сеоског насеља.
Одсликавајући настале структуралне промене Мрамор је 1971. године имао 39 пољопривредних, 52 мешовита и 68 непољопривредних домаћинстава.

## Саобраћај
До Мрамора се може доћи градском линијом 36 Трг Краља Александра - Насеље 9. Мај - Мрамор и приградским линијама 33 ПАС Ниш - Насеље 9.Мај - Мрамор - Крушце - Лалинске Појате - Сечаница и линијом 36Л ПАС Ниш - Насеље 9. Мај - Мрамор - Мраморско Брдо - Мраморски Поток.

## Демографија
У насељу Мрамор живи 580 пунолетних становника, а просечна старост становништва износи 44,8 година (44,2 код мушкараца и 45,2 код жена). У насељу има 211 домаћинстава, а просечан број чланова по домаћинству је 2,52.
Ово насеље је великим делом насељено Србима (према попису из 2002. године), а у последња три пописа, примећен је пораст у броју становника.
|  |

| Демографија | Демографија | Демографија |
| Година      | Становника  | Становника  |
| ----------- | ----------- | ----------- |
| 1948.       | 585         |             |
| 1953.       | 586         |             |
| 1961.       | 587         |             |
| 1971.       | 592         |             |
| 1981.       | 614         |             |
| 1991.       | 683         | 673         |
| 2002.       | 725         | 747         |
| 2011.       | 635         |             |
| 2022.       | 531         |             |

| Етнички састав према попису из 2002.‍ | Етнички састав према попису из 2002.‍ | Етнички састав према попису из 2002.‍ | Етнички састав према попису из 2002.‍ | Етнички састав према попису из 2002.‍ |
| ------------------------------------ | ------------------------------------ | ------------------------------------ | ------------------------------------ | ------------------------------------ |
|                                      |                                      |                                      |                                      |                                      |
| Срби                                 | Срби                                 |                                      | 704                                  | 97,10%                               |
| Бугари                               | Бугари                               |                                      | 5                                    | 0,68%                                |
| Чеси                                 | Чеси                                 |                                      | 1                                    | 0,13%                                |
| Хрвати                               | Хрвати                               |                                      | 1                                    | 0,13%                                |
| Роми                                 | Роми                                 |                                      | 1                                    | 0,13%                                |
| Македонци                            | Македонци                            |                                      | 1                                    | 0,13%                                |
| непознато                            | непознато                            |                                      | 11                                   | 1,51%                                |

| Година пописа     | 1948. | 1953. | 1961. | 1971. | 1981. | 1991. | 2002. |
| ----------------- | ----- | ----- | ----- | ----- | ----- | ----- | ----- |
| Број домаћинстава | 104   | 116   | 138   | 159   | 170   | 193   | 248   |

| Број чланова      | 1  | 2  | 3  | 4  | 5  | 6 | 7 | 8 | 9 | 10 и више | Просек |
| ----------------- | -- | -- | -- | -- | -- | - | - | - | - | --------- | ------ |
| Број домаћинстава | 47 | 72 | 39 | 56 | 19 | 8 | 6 | 1 | 0 | 0         | 2,92   |

| Пол    | Укупно | Неожењен/Неудата | Ожењен/Удата | Удовац/Удовица | Разведен/Разведена | Непознато |
| ------ | ------ | ---------------- | ------------ | -------------- | ------------------ | --------- |
| Мушки  | 303    | 69               | 205          | 19             | 8                  | 2         |
| Женски | 312    | 52               | 210          | 41             | 6                  | 3         |
| УКУПНО | 615    | 121              | 415          | 60             | 14                 | 5         |

| Пол    | Укупно                    | Пољопривреда, лов и шумарство | Рибарство                            | Вађење руде и камена | Прерађивачка индустрија       |
| ------ | ------------------------- | ----------------------------- | ------------------------------------ | -------------------- | ----------------------------- |
| Мушки  | 128                       | 12                            | 0                                    | 0                    | 54                            |
| Женски | 82                        | 8                             | 0                                    | 0                    | 17                            |
| УКУПНО | 210                       | 20                            | 0                                    | 0                    | 71                            |
| Пол    | Производња и снабдевање   | Грађевинарство                | Трговина                             | Хотели и ресторани   | Саобраћај, складиштење и везе |
| Мушки  | 1                         | 13                            | 21                                   | 3                    | 6                             |
| Женски | 0                         | 1                             | 22                                   | 0                    | 3                             |
| УКУПНО | 1                         | 14                            | 43                                   | 3                    | 9                             |
| Пол    | Финансијско посредовање   | Некретнине                    | Државна управа и одбрана             | Образовање           | Здравствени и социјални рад   |
| Мушки  | 0                         | 3                             | 3                                    | 1                    | 5                             |
| Женски | 3                         | 2                             | 5                                    | 6                    | 11                            |
| УКУПНО | 3                         | 5                             | 8                                    | 7                    | 16                            |
| Пол    | Остале услужне активности | Приватна домаћинства          | Екстериторијалне организације и тела | Непознато            | Непознато                     |
| Мушки  | 3                         | 0                             | 0                                    | 3                    | 3                             |
| Женски | 3                         | 0                             | 0                                    | 1                    | 1                             |
| УКУПНО | 6                         | 0                             | 0                                    | 4                    | 4                             |

## Споменик културе
- Споменик НОБ - у самом центру села, у близини Основне школе "Десанка Максимовић" и окретнице градског аутбоуса, налази се споменик културе. По стилу градње, претпоставка је да је споменик посвећен особма које су своје животе дали у Првом светском рату (1912 - 1918 године), као и у Наородноослободилачкој борби у Другом светском рату (1941 - 1945 године). На самом споменику не постји мермерна плоча са именима и презименима особа које су своје животе дали у ратовима. Самом споменику потребно је реновирање и адаптација како би се сачувао за наредне генерације и од заборава.

## Галерија
- Споменик палим борцима
- Споменик палим борцима у центру села
- Централни поглед на споменик палим борцима